# Бряг Ласитер
Бряг Ласитер (на английски: Lassiter Coast) е част от крайбрежието на Западна Антарктида, в източния сектор на Земя Палмър, простиращ се между 72°50’ и 75°20’ ю.ш. и 59°50’ и 64° з.д. Брегът заема участък от централната част от източното крайбрежие на Земя Палмър, между носовете Макинтош на север и Адамс на юг, покрай западните брегове на море Уедъл, част от атлантическия сектор на Южния океан. На север граничи с Брега Блек, а на юг – с Брега Орвил на Земя Палмър. Крайбрежието му е силно разчленено, като само южната му част е заета от шелфовия ледник Едит Роне, а останалата е свободна от шелфови ледници. От север на юг се редуват полуостровите Кемп, Смит, Боумън и др., а между тях са разположени ледените заливи Мейсън, Мосмън, Ню Бедфорд, Райт, Келер, Нантакет, Гарднър и др.
Повсеместно е покрит с дебела ледена броня, над която стърчат отделни оголени върхове и нунатаки на планината Етернити (връх Комън 3657 m), от която към ледените заливи на море Уедъл и към шелфовия ледник Едит Роне се спускат планински ледници – Мосби, Хейнс, Мейнардус, Суона, Келси, Уетмор и др.
Северната част на Брега Ласитер е открита на 30 декември 1940 г. по време на полет със самолет на американските антарктически изследователи Ричард Блек (1902 – 1992) и Артър Карол, участници в американската антарктическа експедиция през 1939 – 1941 г., ръководена от Ричард Бърд. През 1947 – 1948 г. в този район работи поредна американска антарктическа експедиция, ръководена от Фин Роне. На 21 ноември 1947 г. Фин Роне като щурман и Джеймс Ласитер като пилот извършват полет далеч на юг от основната база на експедицията и откриват останалата част от крайбрежието на Земя Палмър. В чест на полярния летец Джеймс Ласитер (1920 – 1992) същата година Консултативният комитет по антарктическите названия на САЩ наименува новооткритото крайбрежие Бряг Ласитер.